# 1627 az irodalomban
Az 1627. év az irodalomban.

## Publikációk
- Francis Bacon angol filozófus, író utópikus regénye: New Atlantis (Új Atlantisz).
- Thordai János unitárius lelkész elkészül a zsoltárok (psalterium) teljes magyarra fordításával, de zsoltárgyűjteménye nyomtatásban nem jelent meg.
- Francisco de Quevedo spanyol író könyve:Los sueños (Az álmok).

## Születések
- szeptember 27. – Jacques-Bénigne Bossuet francia katolikus püspök, teológus, író († 1704)

## Halálozások
- május 23. vagy 24. – Luis de Góngora spanyol barokk költő (* 1561)
- július 20. – Guðbrandur Þorláksson izlandi egyházi személy, térképész, matematikus, az izlandi könyvkiadás úttörője (* 1541)
- október 11. – Bernardo de Balbuena latin-amerikai költő (* 1568)